# Caledon, Ontario
Caledon är en kommun (town) i Kanada.   Den ligger i provinsen Ontario, i den sydöstra delen av landet, 400 km sydväst om huvudstaden Ottawa. Caledon ligger 402 meter över havet och antalet invånare är 59 460.